# Tweede Elfstedentocht
Op 7 februari 1912 werd de tweede Elfstedentocht verreden.

## Organisatie
De tweede Elfstedentocht was de eerste Elfstedentocht die werd georganiseerd door de Vereniging De Friesche Elf Steden. De eerste Elfstedentocht was georganiseerd door de Friese IJsbond. Nu er een speciale Elfstedenvereniging was opgericht, beloofden zowel de Friesche IJsbond alsook de Bond voor Lichamelijke Opvoeding in Den Haag dat zij geen eigen Elfstedentocht zouden organiseren.

## Inschrijving
De verwachtingen van de in 1909 opgerichte Vereniging mochten op zijn zachtst gezegd positief worden genoemd. Nog in de zomer, zonder dat er enige vorst was, werd de inschrijving geopend. Bij het begin van de winter stonden er al honderd namen op de lijst. Toen na de winter van 1909 op 1910 geen tocht kwam, gooide men de inschrijflijst weg; de nieuwe lag alweer klaar. Ook de winter van 1910 op 1911 werd het weer niets. De organisatie besloot nu maar te wachten tot er daadwerkelijk ijs in de sloten lag, alvorens met de inschrijving te beginnen. De geestdrift bleef groot. Zodra er in 1912 melding werd gemaakt van een schaatser werd de datum voor de Elfstedentocht vastgesteld: 20 januari. Overal uit het land stroomden de inschrijvers binnen. Op de 19e was het voor iedereen duidelijk dat een Elfstedentocht op de 20e onmogelijk was. Besloten werd de tocht te verplaatsen naar 23 januari. Het begon echter zo plotseling en snel te dooien dat de tocht wederom uitgesteld moest worden. In begin februari kwam de winter terug, en kon eindelijk de datum worden vastgesteld op 7 februari.

## De start
Het ijs was op die zevende februari van matige kwaliteit. Op de dag zelf dooide het ongeveer 4 graden en waaide er een warme voorjaarsbries. Enige uren regende het zelfs. Net als bij voorgaande editie hield een groot aantal van de schaatsers het maar voor gezien. Van de 165 ingeschrevenen kwamen 100 niet opdagen. Zij die wel kwamen opdagen in Hotel Weidema, spraken over gekkenwerk, van een zwempartij en van sportverdwazing. Uiteindelijk werd er gestemd. Met 37 stemmen voor en 28 stemmen tegen besloot men te schaatsen. Om 6.20 uur vertrokken de wedstrijdschaatsers, vijf minuten later volgden de toerrijders.

## De wedstrijd
Het belangrijkste voor de schaatsers was ervoor te zorgen dat zij niet vielen. Er stond zoveel water op het ijs dat er dan wel meteen opgegeven kon worden. Al snel vormde zich een kopgroep bestaande uit Coen de Koning uit Arnhem, Jetze Keizer uit Tacozijl, Jan Ysbrandi uit Leeuwarden en Haye Ypma uit Arum. Op het stuk Dokkum – Leeuwarden verloren Ysbrandi en Ypma het contact met de kopgroep. 
Bij Franeker besloten Jan Ferwerda en Sjoerd Swierstra dat zij bij elkaar zouden blijven, om Coen de Koning en Jetze Keizer in te halen. Zij hadden nog maar nauwelijks dit verbond gesloten of ze werden ingehaald door De Koning, van wie zij dachten dat deze voor hen was. Zij lieten De Koning maar gaan, omdat die naar hun mening een dergelijk tempo toch nooit kon volhouden. Een paar uur later troffen Ferwerda en Swierstra dan ook niemand minder dan De Koning en Keizer aan in een café in Workum. In deze nieuwe kopgroep moest Swierstra al snel afvallen, omdat hij door een mankement aan zijn schaatsen niet kon bijblijven. De drie mannen vroegen de schipper Klinkhamer om hen over het Slotermeer te loodsen. De Koning ging echter, tegen een verbond met de twee Friezen in, met schipper Klinkhamer aan de haal en kreeg een steeds groter wordende voorsprong. Swierstra gaf op, maar Ferwerda zette de achtervolging in. In Sneek wist hij de Koning weer in de halen. Toen Ferwerda viel, was het voorbij en staakte hij de achtervolging. Coen de Koning won in een tijd van 11 uur en 40 minuten.
G. Dubois uit Leeuwarden was twee keer door het ijs gezakt. Desondanks eindigde hij als negentiende, op twee uur en 51 minuten van Coen de Koning. E. IJst uit Leeuwarden en Jetze Doorman uit Utrecht zakten samen met een gids in de buurt van Balk door het ijs. Doorman wist zichzelf en zijn metgezellen op het droge te krijgen, maar moest verkleumd opgeven. Twintig rijders hadden de gehele wedstrijd per schaats afgelegd.

## Uitslag

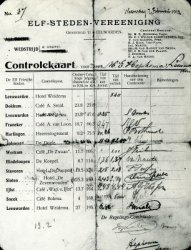
Controlekaart van Mindert Hepkema, Elfstedentocht 1912

| Positie | Naam             | Woonplaats  | Tijd  |
| ------- | ---------------- | ----------- | ----- |
| 1       | Coen de Koning   | Arnhem      | 11.40 |
| 2       | Jan Ferwerda     | Leeuwarden  | 11.55 |
| 3       | Sjoerd Swierstra | Offingawier | 12.11 |
| 4       | Jetze Keizer     | Tacozijl    | 12.11 |
| 5       | Jan Ysbrandi     | Leeuwarden  | 12.30 |
| 6       | Haye Ypma        | Arum        | 12.31 |
| 7       | Sytze Bouma      | Alkmaar     | 12.45 |
| 8       | Sipke Rijpma     | Irnsum      | 13.02 |
| 9       | Mindert Hepkema  | Leeuwarden  | 13.02 |
| 10      | T. Geertsema     | Groningen   | 13.16 |

## De Toertocht
De toertochtschaatsers hadden het net als de wedstrijdrijders niet gemakkelijk gehad. Van de 22 toertochtschaatsers die aan de Tocht der Tochten begonnen wisten vier hem ook daadwerkelijk te voltooien. Th. Adriani Hoen uit Groningen was de snelste, hij volbracht de tocht in dertien uur en 27 minuten waarmee hij in totaal als vijftiende eindigde.
Het bestuur van de tocht verbood aan het begin van de avond rijders die in Sneek arriveerden, nog verder te schaatsen. Achttien rijders, waaronder schaatspionier Pim Mulier en de enige vrouw in het gezelschap Jikke Gaastra volbrachten de tweede Elfstedentocht door het laatste stuk met de trein af te leggen. Ze kregen toch een kruisje. Gaastra werd de eerste vrouw die meedeed aan een officiële Elfstedentocht, en werd daarvoor door het bestuur onderscheiden met een gouden broche.
vóór 1909 
· 1e (2 januari 1909)
· 2e (7 februari 1912)
· 3e (27 januari 1917)
· 4e (12 februari 1929)
· 5e (16 december 1933)
· 6e (30 januari 1940)
· 7e (6 februari 1941)
· 8e (22 januari 1942)
· 9e (8 februari 1947)
· 10e (3 februari 1954)
· 11e (14 februari 1956)
· 12e (18 januari 1963)
· 13e (21 februari 1985)
· 14e (26 februari 1986)
· 15e (4 januari 1997)